# استویان اورماندژیف
استویان اورماندژیف (بلغاری: Стоян Орманджиев؛ ۱۰ ژانویه ۱۹۲۰ – ۱۰ اکتبر ۲۰۰۶) بازیکن و مربی فوتبال اهل بلغارستان بود.
از باشگاه‌هایی که در آن بازی کرده‌است می‌توان به باشگاه فوتبال لوکوموتیو صوفیه اشاره کرد.
وی همچنین در تیم ملی فوتبال بلغارستان بازی کرده‌است.